# Dennis Doves
Dennis Doves (27 augustus 1974, Wormerveer) is een Nederlands voormalig top korfballer en huidige korfbalcoach.

## Speler
Doves speelde op het hoogste niveau korfbal. In zijn carrière speelde hij bij Koog Zaandijk, KV Groen Geel en AKC Blauw-Wit. Na zijn carrière op topniveau ging hij op lager niveau spelen bij Koog Zaandijk.
Het meest succes had hij in zijn periode bij AKC Blauw-Wit, waar hij speelde van 1995 t/m 2004. Zo speelde hij tweemaal in de Ahoy-zaalfinale, in 1996 en 2001. In 1996 verloor hij met Blauw-Wit van Oost-Arnhem met 20-13 en in 2001 verloor hij van PKC met 26-23. In 2001 werd Doves met Blauw-Wit wel veldkampioen.

## Erelijst als speler
- Nederlands kampioen veldkorfbal, 1990, 1992 en 2001.

## Coach
Na zijn carrière als speler werd Doves coach. Zo coachte hij meerdere jeugd ploegen bij Koog Zaandijk, het Regionaal Talenten team Noord-West onder 19 en werd hij ook assistent bondscoach bij Jong Oranje, onder Leon Simons.
Per seizoen 2019-2020 was hij hoofdcoach in de Korfbal League bij Koog Zaandijk. In zijn eerste seizoen als coach gooide COVID-19 roet in het eten ; de competitie werd stilgelegd terwijl er nog 1 wedstrijd gespeeld moest worden. Op dat moment stond KZ op de 5e plek in de Korfbal League, wat net geen recht gaf op play-offs. 
In zijn tweede seizoen, 2020-2021 begon de competitie wat later dan normaal, vanwege COVID-19. Uiteindelijk startte de competitie in januari 2021. In maart 2021 maakte Doves bekend niet terug te keren als hoofdcoach voor het volgende seizoen. Zijn vervanger is oud topspeler Tim Bakker.
Koog Zaandijk plaatste zich in dit seizoen als 2e in Poule A voor de play-offs. In de eerste play-off ronde versloeg KZ in 2 wedstrijden DOS'46, waardoor de ploeg in de 2e play-off ronde terecht kwam (halve finale ronde). Hierin trof KZ de verdedigend kampioen Fortuna. In deze best-of-3 serie won Fortuna de eerste wedstrijd, maar KZ won de tweede. Hierdoor werd deze ronde beslist in de derde wedstrijd. Fortuna won deze laatste wedstrijd met 22-15, waardoor het seizoen voor KZ strandde in de play-offs.
Doves werd voor het goede resultaat van KZ genomineerd voor de prijs "Beste Coach van Het Jaar". In deze eindstrijd versloeg hij de coaches van Fortuna en PKC en won deze titel voor het seizoen 2020-2021. Na een jaar afwezigheid is Doves vanaf seizoen 2022 naast  Leon Simons weer aangesloten als assistent bondscoach bij Jong Oranje en is hij tegenwoordig ook mede actief als docent en verenigingsbegeleider voor de KNKV.
In 2023 stapte Doves als interim Coach weer in bij de selectie van zijn oude liefde AKC Blauw-wit in Amsterdam en was hij succesvol bij het behoud van de club in de Korfbal League en het twee jaar op rij behalen van de landelijke korfbal finale voor reserve teams.
Doves werd aangetrokken door AKC Blauw-Wit om per seizoen 2025-2026 weer hoofdcoach te worden, samen met Mark van der Laan.

## Erelijst als coach
- Beste Korfbalcoach van het Jaar 2021
- Europees kampioen zaal U19 in 2018 en 2020
- Wereldkampioen zaal U19 in 2017, 2019 en 2023